# Chlordifluormethan
Chlordifluormethan ist eine chemische Verbindung die zur Gruppe der teilhalogenierten Kohlenwasserstoffe H-FCKW gehört und auch als R-22 bezeichnet wird.

## Gewinnung und Darstellung
Chlordifluormethan wird in flüssiger Phase aus Tetrachlormethan oder aus Chloroform CHCl3 durch partielle Fluorierung mithilfe von Antimon(V)-tetrachloridfluorid (SbCl4F) als Katalysator hergestellt.
{\displaystyle \mathrm {CHCl_{3}+2\ HF\longrightarrow CHClF_{2}+2\ HCl} }

## Eigenschaften
Chlordifluormethan ist ein farbloses Gas, das bei Normaldruck bei −40,9 °C siedet. Die molare Verdampfungsenthalpie beträgt 21,8 kJ·mol−1. Die Dampfdruckfunktion ergibt sich nach Antoine entsprechend
{\displaystyle \log _{10}\left(P(T)/{\text{bar}}\right)\;=\;A-{\frac {B}{T+C}}\qquad {\text{mit}}\qquad {\begin{cases}A=4{,}36567\\B=947{,}577~{\textrm {K}}\\C=-14{,}964~{\textrm {K}}\end{cases}}}
im Temperaturbereich von 232,4 K bis 358,5 K. Festes Chlordifluormethan schmilzt bei −157,27 °C mit einer molaren Schmelzenthalpie von 4,12 kJ·mol−1. Der Feststoff tritt in zwei polymorphen Kristallformen auf. Ein Lamda-Phasenübergang von Form II zu Form I erfolgt bei −214 °C. Die kritische Temperatur liegt bei 96 °C, der kritische Druck bei 49,10 bar.

## Verwendung
Chlordifluormethan wird als Zwischenprodukt bei der Herstellung von Polytetrafluorethylen verwendet. Der Stoff wurde früher vorwiegend als Kältemittel in Kompressionskälteanlagen eingesetzt. Atmosphärisches R22 schädigt die Ozonschicht, allerdings weniger als die vollhalogenierten Kohlenwasserstoffe. Daher wurde es zeitweise als Ersatzstoff für R12 genutzt und die Übergangszeiten bis zum Verwendungsverbot nach der FCKW-Halon-Verbots-Verordnung waren länger. Seit 1. Januar 2000 ist es laut Montreal-Protokoll verboten, R22 für die Verwendung in neuen Anlagen oder mit R22 bereits befüllte Anlagen zu importieren, herzustellen oder zu handeln. Seit dem 1. Januar 2010 darf nur noch recyceltes R22 verwendet werden. Ab 2015 wurden Produktion und Import auf 10 % des Verbrauchs von 1989 für jedes Land beschränkt und ab 2020 ganz verboten. Die Nutzung von recyceltem R22 war bis 2015 erlaubt.

## Gefahren
Bei Verbrennung von Chlordifluormethan in Gegenwart von Metall und Kohlenstoff  (z. B. beim Zulöten alter Kupferleitungen von Kühlschränken oder Kälteanlagen) kann das Giftgas Phosgen entstehen.